# Anacardium brasiliense
Anacardium brasiliense là một loài thực vật có hoa trong họ Đào lộn hột. Loài này được Barb.Rodr. mô tả khoa học đầu tiên năm 1883.